# Dasyscopa
Dasyscopa és un gènere d'arnes de la família Crambidae.

## Taxonomia
- Dasyscopa axeli Nuss, 1998
- Dasyscopa barbipennis (Hampson, 1897)
- Dasyscopa homogenes Meyrick, 1894